# Bayid
Els Bajad o Bayid (mongol: Баяд; rus: Баяты, Bajaty) eren un clan important de l'Imperi Mongol. Entre els segles IX i XI, els Bayat erenvnombrosos i estaven dividits en grups territorials. Els establerts a la zona de Kyakhta i el mont Burenkhan eren coneguts amb el nom de Kherin bayats i els que es van establir al llarg del riu Dzhida es van anomenar Dzhidin bayats. Els Bayat es van establir a la zona dels llacs Dalai-Nor (Hulun) i Buyr-Nur també es van dividir en una sèrie de grups (Duklat , Gorlos , Chanshigut , Kiad). La tribu Bayat va ajudar Genguis Kan a unir els mongols en un sol estat, així com en les conquestes de l'Imperi mongol a finals del segle XII i principis del XIII. Es van convertir en part dels "quatre aliats" Oyrats: Halh, Buryats, Oyrats i mongols interiors. L'etnònim "Bayaty" ("Bayaut") va ser esmentat per primera vegada al segle XIII [4] .

## Població
Els Bajid resideixen a Baruunturuun, Hyargas, Malchin, Tes i Zu'ungovi, a la província d'Uvs.

## Personatges famosos
- Bulugan Khatun (mort el 1286).
- Kököchin (Gogatim), dell'Ilkhan Gaza dona, que va ser escortat per Khanbaliq (Beijing) a Pèrsia (on van arribar en 1293) de Marco Polo.
- Jambyn Batmönkh (Жамбын Батмөнх), líder polític de Mongòlia, un membre del primer ministre МАХН (1974) i cap d'Estat (1984-1990) de Mongòlia.